# Стокгольмская кровавая баня (фильм)
«Стокгольмская кровавая баня» (англ. Stockholm Bloodbath) — художественный фильм режиссёра Микаэля Хофстрёма, главные роли в котором исполнили Софи Куксон, Эмили Бичем и Клас Банг.
Премьера фильма в Швеции состоялась 19 января 2024 года.

## Сюжет
Действие фильма происходит в Стокгольме в 1520 году, борьба за власть между шведами и датчанами заканчивается резней, получившей название «Стокгольмская кровавая баня». Группа шведских аристократов хочет выйти из Кальмарской унии и замышляет свергнуть короля Кристиана II Датского, который направляется в Стокгольм, чтобы покончить со Стеном Стуре и шведскими повстанцами. Тем временем Анна Эрикссон и её приёмная сестра Фрея хотят отомстить тем, кто убил их семью в день свадьбы Анны.

## В ролях
- Софи Куксон — Анна Эрикссон
- Альба Аугуст — Фрея Эрикссон
- Клас Банг — Кристиан II
- Эмили Бичем — Кристина Юлленшерна
- Адам Польссон — Стен Стуре
- Ульрих Томсен — Хемминг Гад
- Якоб Офтебро — Густав Тролле
- Вильф Сколдинг — Йохан
- Томас Чанхинг — Сильвестр

## Производство
О начале работы над фильмом стало известно в феврале 2022 года. Проект был анонсирован студией Viaplay Studios. Режиссёром фильма стал Микаэль Хофстрем по сценарию Эрленда Лоэ и Норы Ландсрёд. Фильм совместного производства студии Viaplay и Nordisk Film. Композитором фильма стал Штеффен Тум при участии Лорна Балфа.
Первые кадры со съемок были опубликованы в ноябре 2022 года, на них изображены Клас Банг, Софи Куксон и Эмили Бичем в исторических костюмах. Съёмки прошли в Венгрии и Чехии.
Премьера фильма состоялась 12 декабря 2023 года в рамках программы Lucia Movie Night, в Швеции картина вышла в прокат 19 января 2024 года.